# Femme à la toilette (Jan van Eyck)
La Femme à la toilette est un tableau datant des environs de 1434 et aujourd'hui perdu du peintre néerlandais Jan van Eyck.

## Description
L'œuvre est une scène de toilette. Deux femmes sont représentées. Le sujet principal est la femme située au centre géographique du tableau. Elle est vue en pied et se tient face au spectateur. Elle est nue et fait sa toilette. Sa main gauche tient un linge qu'elle tient sur son sexe. Sa main droite se situe au-dessus d'une petite bassine posée sur un meuble en bois. À sa gauche, une autre femme vêtue d'une robe rouge attend. Elle tient dans les deux mains un large tissu.

La scène se déroule dans le cadre d'un intérieur visible au plancher en bois, au mur percé d'une fenêtre et aux quelques poutres supportant le plafond. Quelques meubles sont visibles, dont celui qui soutient la bassine . Au-dessus, sur le rebord de la fenêtre, un miroir convexe est posé et présente le reflet des deux personnages.

## Une œuvre perdue
L'existence de l'œuvre n'est documentée que jusqu'en 1668 dans un catalogue d'une vente aux enchères portant sur la vente d'œuvres appartenant à la collection de Pieter Stevens.

L'image de l'œuvre ne nous parvient que sous la forme de deux copies : la plus ancienne est une copie datant du XVIe siècle réalisée par un peintre néerlandais anonyme ; la seconde apparaît dans un tableau de Willem van Haecht datant de 1628, intitulé  La galerie de Cornélius van der Geest et qui décrit la collection artistique de Cornélius van der Geest dont il est le conservateur.

#### Copie du XVIe siècle

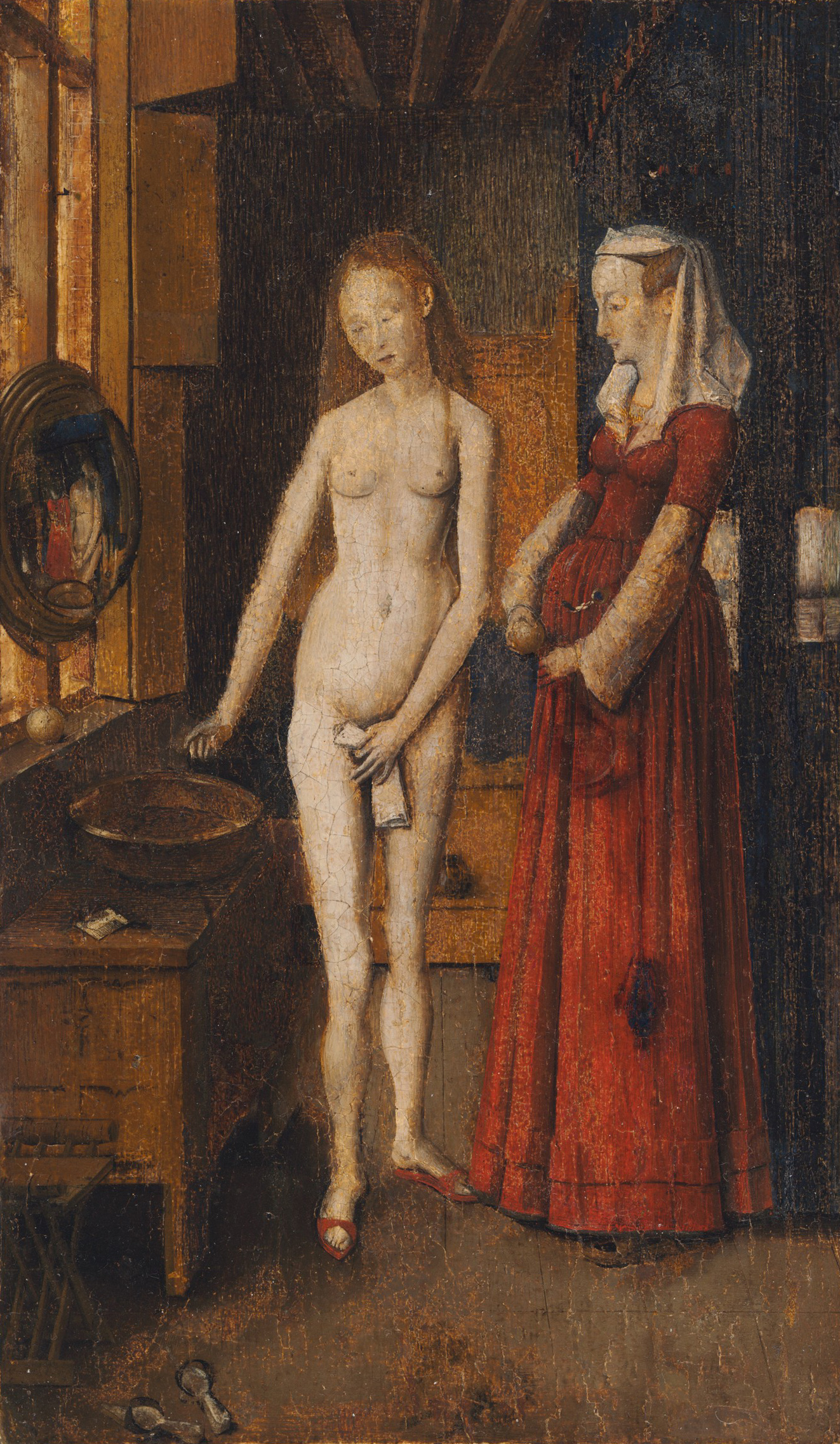
Femme à la toilette, copie d'un suiveur anonyme néerlandais du XVIe siècle (Cambridge, Fogg Art Museum/musées d'art de Harvard).

### Copies

#### L'œuvre représentée dans la galerie de Cronelis van der Geest

La galerie de Cornélius van der Geest de Willem van Haecht (1628, Anvers, Rubenshuis)
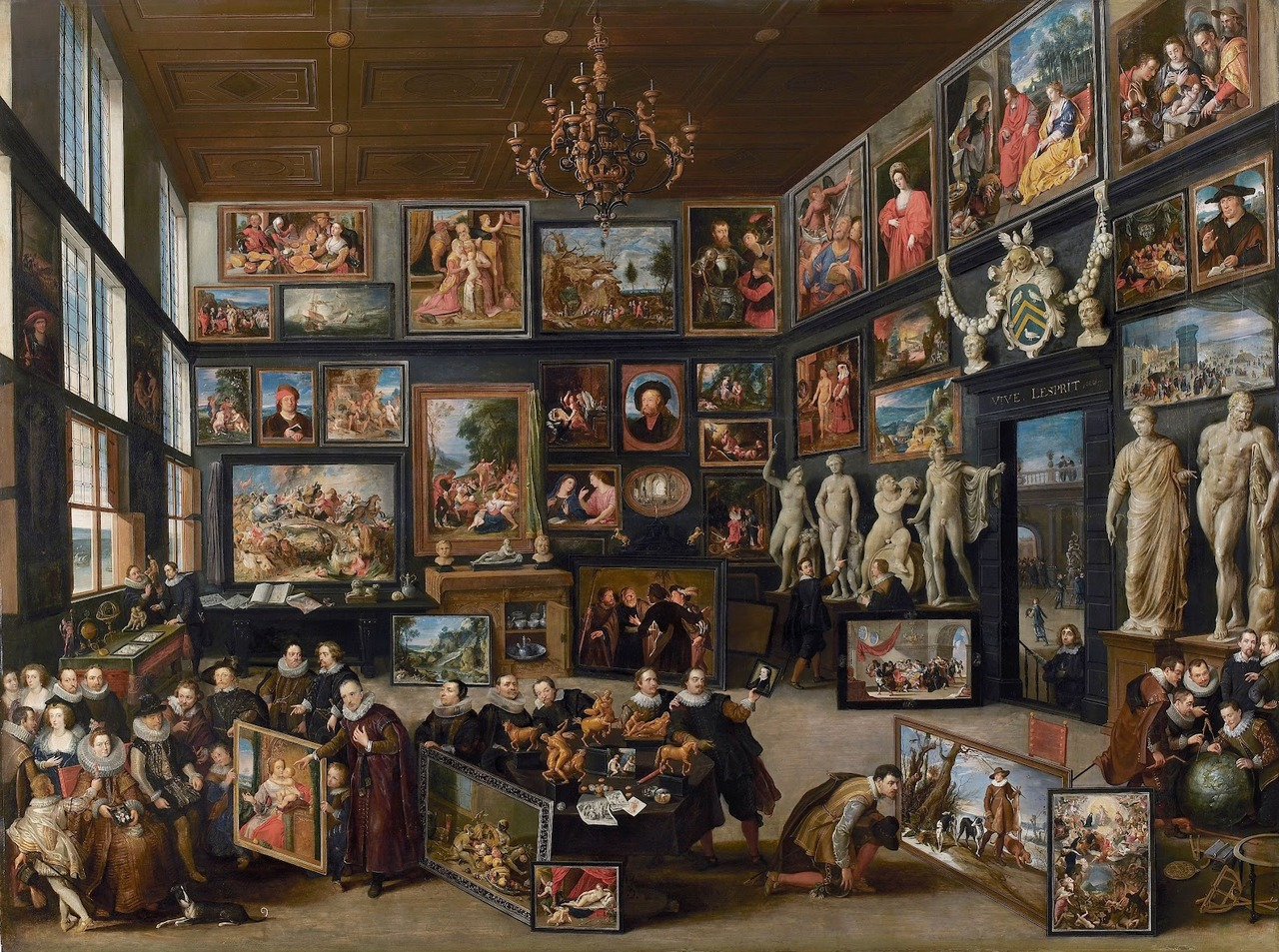
L'œuvre de Van Eyck est visible sur le mur de droite, au milieu au fond.
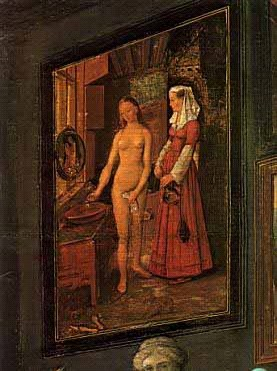
Détail du tableau.
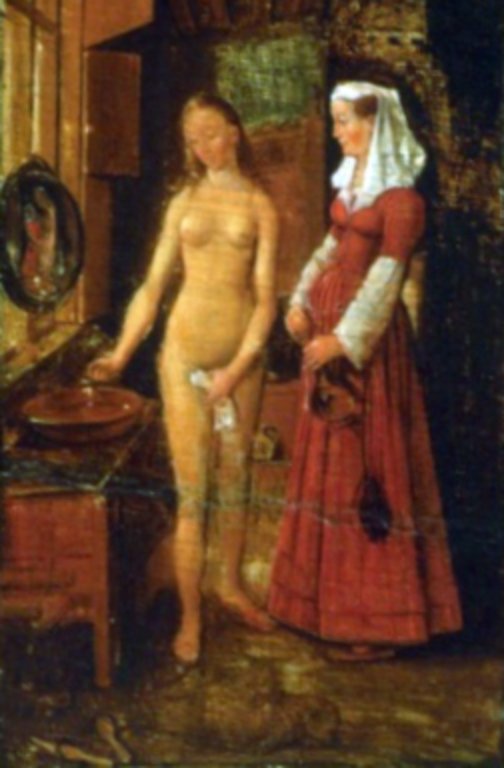
La même image redressée.

## Analogie avecLe portrait des époux Arnolfini

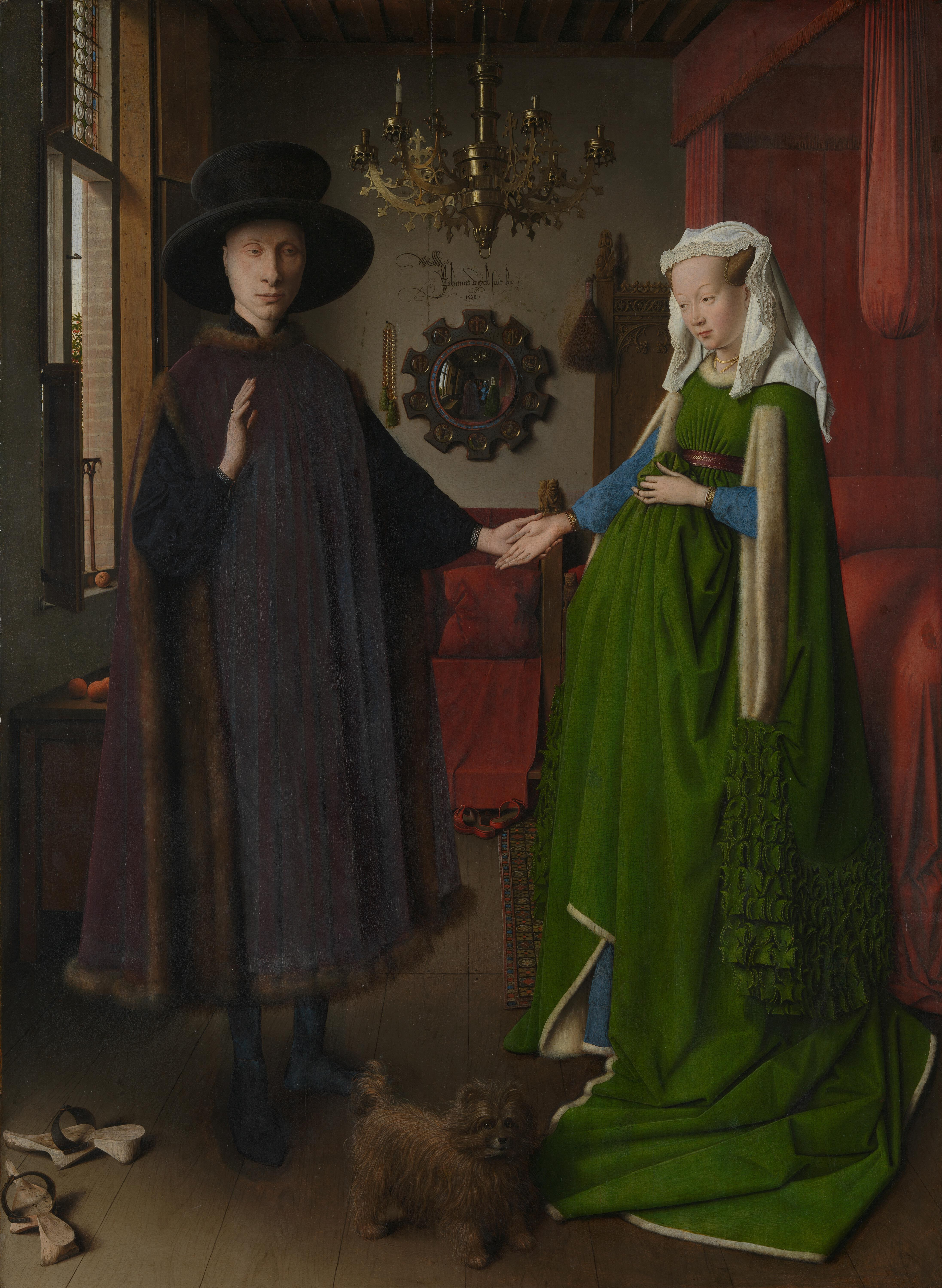
Les Époux Arnolfini (1434, Londres, National Gallery.

L'œuvre a pu être rapprochée d'un autre tableau de van Eyck chronologiquement proche, Les Époux Arnolfini. Les deux œuvres représentent en effet un espace intérieur comparable, et des personnages disposés de la même façon près de la fenêtre. Le miroir convexe, le dressoir sous la fenêtre présentant des oranges sur son rebord, le  lit à droite, et, au sol, les socques et le chien sont autant de similitudes frappantes entre les deux œuvres, qui ont parfois pu être considérées comme des pendants.
Le catalogue du marchand d'art d'Anvers Peter Stevens effectué en 1668, et qui décrit la collection de Cornelis van der Gheest qu'il avait récupérée à la mort de ce dernier, évoque un tableau de van Eyck représentant l'épouse du peintre Margareta, vêtue et dévêtue, qui pourrait bien correspondre à cette Femme à la toilette. Si l'idée selon laquelle van Eyck aurait représenté sa propre épouse n'est pas à écarter totalement, l'historien d'art Bernhard Ridderbos préfère y voir la toilette nuptiale rituelle de Jeanne Cename, ou encore une représentation allégorique de la Fidélité.